# Tischtennis-Europameisterschaft 1992
Die 18. Tischtennis-Europameisterschaft fand vom 10. bis 20. April 1992 in Stuttgart statt. Spielort war die Schleyer-Halle sowie die nahe gelegene Molly-Schauffele-Sporthalle.
Jörg Roßkopf wurde Europameister im Einzel. Es war der zweite deutsche Titelgewinn im Einzelwettbewerb nach Agnes Simon von 1962. Im Mannschaftswettbewerb der Herren siegte Schweden zum vierten Mal in Folge, Deutschland wurde Dritter. Auch beim Herrendoppel dominierte Schweden und holte Gold (Jörgen Persson/Erik Lindh), Silber und Bronze. Bei den Damen siegte das Team von Rumänien, Europameisterin im Einzel wurde die Niederländerin Bettine Vriesekoop, das Doppel ging an die Jugoslawinnen Jasna Fazlić/Gordana Perkučin.
Die deutsche Damenmannschaft erreichte Platz sieben. Das als Favorit angesehene Doppel Jörg Roßkopf/Steffen Fetzner schied im Viertelfinale aus.
Insgesamt etwa 42.000 Zuschauer besuchten die Veranstaltung.

## Austragungsmodus Mannschaften
Es traten 39 Herren- und 36 Damenteams an. Albanien hatte zwar gemeldet, trat aber nicht an.
Es wurde nach fast dem gleichen Modus wie bei der vorherigen EM 1990 gespielt. Kategorie 3 entfiel, dafür starteten in der niedrigeren Leistungskategorie 2 vier Gruppen. Alle Gruppen wurden diesmal durchgängig mit "A", "B", … "F" bezeichnet. Bei der Einteilung der Teams in die Kategorien wurde die Kategorieneinteilung der vorherigen Europameisterschaft unter Berücksichtigung der Auf- und Absteiger zugrunde gelegt. Die beiden Gruppen aus Kategorie 1 bestanden aus sechs Teams, die vier Gruppen aus Kategorie 2 enthielten sechs bis sieben Teams. Gespielt wurde im Modus Jeder gegen Jeden. Die beiden Tabellenersten und -zweiten aus Kategorie 1 spielten um die Plätze 1 bis 4, die Dritten und Vierten um die Plätze 5 bis 8 sowie die Fünften und Sechsten um die Plätze 9 bis 12. Analog spielten die vier Tabellenersten aus Kategorie 2 um die Plätze 13 bis 16, die vier Tabellenzweiten aus Kategorie 2 um die Plätze 17 bis 20 usw.
In den Platzierungsspielen um Rang 1 bis 4 spielte der Erste aus Gruppe A gegen den Zweiten aus Gruppe B. Die Sieger kämpften um die Europameisterschaft, die Verlierer um Platz 3 und 4. Analog wurden die weiteren Plätze ausgespielt. Ein Mannschaftskampf wurde diesmal nach dem Modifizierten Swaythling-Cup-System für Dreiermannschaften ausgetragen, also mit einem Doppel.
Die vier Gruppenersten der Kategorie 2 kämpften um die Plätze 13 bis 16. Platz 13 und 14 berechtigte zum Aufstieg in die höhere Kategorie 1 bei der nächsten Europameisterschaft. Analog ermittelten die Vorletzten und Letzten aus Kategorie 1 den Absteiger: Sie spielten die Plätze 9 bis 12 aus, wobei der Elfte und Zwölfte bei der nächsten EM in Kategorie 2 antreten muss.
Ein ähnliches System mit zwei Kategorien war für die Damen vorgesehen, die jeweils aus Zweiermannschaften bestand und nach dem Swaythling-Cup-System spielten, also mit vier Einzeln und einem Doppel.
|       | Kategorie 1 | Kategorie 1 | Kategorie 2   | Kategorie 2 | Kategorie 2 | Kategorie 2  |
| Platz | Gruppe A    | Gruppe B    | Gruppe C      | Gruppe D    | Gruppe E    | Gruppe F     |
| ----- | ----------- | ----------- | ------------- | ----------- | ----------- | ------------ |
| 1.    | Schweden    | Frankreich  | Spanien       | Polen       | Türkei      | Griechenland |
| 2.    | England     | Deutschland | Bulgarien     | Norwegen    | Slowenien   | Kroatien     |
| 3.    | Österreich  | Belgien     | Irland        | Schweiz     | Finnland    | Rumänien     |
| 4.    | Niederlande | ČSSR        | Portugal      | Estland     | Litauen     | Italien      |
| 5.    | Ungarn      | GUS         | Lettland      | Zypern      | Luxemburg   | Israel       |
| 6.    | Dänemark    | Jugoslawien | Liechtenstein | Island      | Schottland  | Wales        |
| 7.    |             |             | Albanien      | Malta       | Jersey      | Guernsey     |

|       | Kategorie 1 | Kategorie 1 | Kategorie 2  | Kategorie 2 | Kategorie 2 | Kategorie 2 |
| Platz | Gruppe A    | Gruppe B    | Gruppe C     | Gruppe D    | Gruppe E    | Gruppe F    |
| ----- | ----------- | ----------- | ------------ | ----------- | ----------- | ----------- |
| 1.    | Rumänien    | GUS         | Italien      | Polen       | Kroatien    | Slowenien   |
| 2.    | Niederlande | Jugoslawien | Litauen      | Spanien     | Dänemark    | Österreich  |
| 3.    | Deutschland | ČSSR        | Griechenland | Schweiz     | Finnland    | Schottland  |
| 4.    | Ungarn      | England     | Norwegen     | Irland      | Lettland    | Luxemburg   |
| 5.    | Schweden    | Frankreich  | Israel       | Portugal    | Estland     | Wales       |
| 6.    | Belgien     | Bulgarien   | Albanien     | Zypern      | Türkei      | Malta       |
| 7.    |             |             |              |             |             | Island      |

1. 1 2  Albanien ist nicht angetreten

Aufstieg
1. 1 2 3 4  Aufsteiger

Abstieg
1. 1 2 3  Absteiger
2. 1 2  Belgien ist eigentlich Absteiger. Da Jugoslawien jedoch bei der nächsten EM nicht antritt wird Belgien in Kategorie 1 bleiben.

|                  | Herren                                      | Herren  | Damen                                    | Damen   |
| ---------------- | ------------------------------------------- | ------- | ---------------------------------------- | ------- |
| Halbfinale       | Schweden – Deutschland England – Frankreich | 4:1 4:2 | Rumänien – Jugoslawien Niederlande – GUS | 3:2 3:0 |
| Endspiel         | Schweden – England                          | 4:1     | Rumänien – Niederlande                   | 3:1     |
| Spiel um Platz 3 | Deutschland – Frankreich                    | 4:1     | GUS – Jugoslawien                        | 3:2     |

## Abschneiden der Deutschen
Cheftrainerin war Eva Jeler. Der Jugoslawe Zlatko Čordaš betreute die Herren, Dirk Schimmelpfennig trainierte die Damen. Zum Trainerteam gehörte auch Klaus Schmittinger.
Nur in den Individualwettbewerben zum Zuge kamen Christian Dreher, Hans-Jürgen Fischer, Sascha Köstner, Richard Prause, Torben Wosik, Nicole Delle, Cornelia Faltermaier, Christina Fischer und Christiane Praedel.

### Herrenmannschaft
Die deutsche Mannschaft kassierte in der 1. Kategorie in Gruppe B eine 1:4-Niederlage gegen Frankreich. Dem gegenüber standen Siege über die ČSSR, Jugoslawien, GUS und Belgien. Dies reichte für Platz zwei. In der Zwischenrunde um die Plätze 1 bis 4 unterlag sie Schweden mit 1:4, im Spiel um Platz drei glückte die Revanche gegen Frankreich.
Bester deutscher Spieler war Jörg Roßkopf mit einer 10:4 Bilanz.

### Damenmannschaft
Die deutschen Damen waren in die Gruppe A der Kategorie 1 eingeteilt und erreichten hier Platz drei. Sie gewannen gegen Belgien, Ungarn, Schweden und die Niederlande, verloren aber gegen Rumänien. Somit wurden sie Dritter und spielten um die Plätze 5 bis 8. Hier verloren sie gegen England und siegten im Spiel um Platz fünf gegen die ČSSR.

### Herreneinzel
- Jörg Roßkopf: Sieg gegen Ioannis Kordoutis (Griechenland), Zsolt Harczi (Ungarn), Petr Korbel (ČSSR), Chen Xinhua (England), Zoran Primorac (Kroatien) und im Endspiel gegen Jean-Michel Saive (Belgien)
- Steffen Fetzner: Sieg gegen Josef Plachý (ČSSR), Niederlage gegen Qianli Qian (Österreich)
- Georg Böhm: Sieg gegen Evgueni Shetinin (Vereintes Team EUN), Niederlage gegen Peter Karlsson (Schweden)
- Peter Franz: Sieg gegen Nicolas Chatelain (Frankreich), Niederlage gegen Jan-Ove Waldner (Schweden)
- Torben Wosik: Niederlage gegen Slobodan Grujić (Jugoslawien)
- Richard Prause: in der Qualifikation Sieg gegen John Broe (Schottland), kampflos gegen J. Härms (Estland), Niederlage gegen Zoltán Bátorfi (Ungarn)
- Hans-Jürgen Fischer: in der Qualifikation Sieg gegen Jose Maria Pales Pon (Spanien), Cristian Ignat (Rumänien), Werner Schlager (Österreich),  Niederlage in der Hauptrunde gegen Thierry Cabrera (Belgien)
- Christian Dreher: in der Qualifikation Niederlage gegen Pasi Valasti (Finnland)
- Sascha Köstner: in der Qualifikation Sieg gegen Kim Hogsberg (Dänemark), S. Sabrioglu (Türkei), Roberto Casares Sanchez (Spanien), Niederlage in der Hauptrunde gegen Călin Creangă (Griechenland)

### Dameneinzel
- Olga Nemes: Sieg gegen Oksana Kravchenko (Vereintes Team EUN), Niederlage gegen Gerdie Keen (Niederlande)
- Nicole Struse: Sieg gegen Sandra Susilo (Kroatien), Niederlage gegen Jelena Timina (Vereintes Team EUN)
- Elke Schall: Niederlage gegen Emily Noor (Niederlande)
- Nicole Delle: in der Qualifikation Niederlage gegen Johanna Kaimio (Finnland)
- Cornelia Faltermaier: in der Qualifikation Sieg gegen Diana Zerdila (Griechenland), Lene Ingebrigtsen (Norwegen), Martina Rabl (Österreich), Niederlage in der Hauptrunde gegen Åsa Svensson (Schweden)
- Christina Fischer: in der Qualifikation Sieg gegen Karin Albustin (Österreich), Niederlage gegen Branka Batinić (Kroatien)
- Christiane Praedel: Sieg gegen Daniela Gergeltschewa (Bulgarien), Pia Eliasson Hansen (Dänemark), Niederlage gegen Agnes Le Lannic (Frankreich)

### Herrendoppel
- Jörg Roßkopf/Steffen Fetzner: Sieg gegen Chen Xinhua/Matthew Syed (England), Oktay Cimen/Gurhan Yaldiz (Türkei), Niederlage im Viertelfinale gegen Ilija Lupulesku/Slobodan Grujić (Jugoslawien)
- Peter Franz/Torben Wosik: Sieg gegen Carl Prean/Alan Cooke (England), Călin Creangă/Zoran Kalinić (Griechenland/Jugoslawien), Niederlage im Viertelfinale gegen Peter Karlsson/Thomas von Scheele (Schweden)
- Christian Dreher/Hans-Jürgen Fischer: in der Qualifikation Sieg gegen De Vrind/Marc Closset (Niederlande/Belgien), Vasile Florea/Cristian Ignat (Rumänien), Nigel Tyler/Ioannis Kordoutis (Wales/Griechenland), Niederlage gegen Andrei Masunow/Dmitri Masunow (Vereintes Team EUN)
- Georg Böhm/Richard Prause: in der Qualifikation Sieg gegen Artur Jorge Gomez da Silva/Rogerio Alfar (Portugal), Aleksandar Karakašević/Luca Ricci (Jugoslawien/Italien), Niederlage gegen Didier Mommessin/Christophe Legoût (Frankreich)
- Sascha Köstner/Josef Plachý (ČSSR): in der Qualifikation Niederlage gegen Damir Atikovic/Neven Karkovic (Kroatien)

### Damendoppel
- Olga Nemes/Cornelia Faltermaier: Sieg gegen Nicole Delle/Tu Dai Yong (Deutschland/Schweiz), Niederlage gegen Csilla Bátorfi/Gabriella Wirth (Ungarn)
- Elke Schall/Nicole Struse: Sieg gegen Polona Cehovin/Andreja Urh-Ojsterek (Slowenien), Niederlage gegen Jasna Fazlić/Gordana Perkučin (Jugoslawien)
- Christina Fischer/Christiane Praedel: in der Qualifikation Sieg gegen Katalina Vicheva/J.Mihailova (Bulgarien), Rūta Garkauskaite/Kristina Totilaite (Litauen), Agnes Le Lannic/Rozenn Yquel (Frankreich), Niederlage in der Hauptrunde gegen Vivien Ellö/Krisztina Tóth (Ungarn)
- Nicole Delle/Tu Dai Yong (Schweiz): in der Qualifikation Sieg gegen Marianne Blikken/Sonja Rasmussen (Norwegen), Niederlage in der Hauptrunde gegen Olga Nemes/Cornelia Faltermaier (Deutschland)

### Mixed
- Steffen Fetzner/Olga Nemes: Sieg gegen Gurhan Yaldiz/Selda Cimen (Türkei), Niederlage gegen Trinko Keen/Gerdie Keen (Niederlande)
- Jörg Roßkopf/Nicole Struse: Sieg gegen Massimo Costantini/Alessia Arisi (Italien), Allan Bentsen/Pernilla Pettersson (Dänemark), Ivan Stoyanov/Katalina Vicheva (Bulgarien), Niederlage im Viertelfinale gegen Călin Creangă/Otilia Bădescu (Griechenland/Rumänien)
- Peter Franz/Elke Schall: Sieg gegen Zoran Kalinić/Gordana Perkučin (Jugoslawien), Sandor Varga/Vivien Ellö (Ungarn), Maxim Shmyrev/Valentina Popová, Niederlage im Viertelfinale gegen Thomas von Scheele/Marie Svensson (Schweden)
- Torben Wosik/Christina Fischer: Sieg gegen Piotr Szafranek/Anna Januszyk (Polen), Niederlage gegen Thomas von Scheele/Marie Svensson (Schweden)
- Sascha Köstner/Nicole Delle: Niederlage gegen Petr Korbel/Marie Hrachová (ČSSR)
- Richard Prause/Cornelia Faltermaier: Niederlage gegen Thierry Cabrera/Daniela Gergeltschewa (Belgien/Bulgarien)
- Hans-Jürgen Fischer/Tu Dai Yong (Schweiz): Sieg gegen Mika Pyykkö/Sari Suomalainen (Finnland), Niederlage gegen Zoran Primorac/Csilla Bátorfi (Kroatien/Ungarn)

## Wissenswertes
- Als erfolgreichste Aktive in den Mannschaftswettbewerben wurden Jörg Roßkopf und Bettine Vriesekoop mit der JOOLA Trophy ausgezeichnet und erhielten dafür 5.000 DM.[2]
- Nicole Delle war mit 14 Jahren die bis dahin jüngste deutsche Spielerin, die an einer Europameisterschaft teilnahm.[3]
- Der niederländische Trainer Jan Vlieg erhielt den Fairness-Preis. Er wirkte erfolgreich auf den Schiedsrichter ein, als dieser fälschlicherweise seinem Schützling Bettine Vriesekoop im Spiel gegen Olga Nemes einen Punkt zuerkannte. Die Schiedsrichter korrigierte seine Entscheidung.[4]
- Das Endspiel im Damendoppel musste abgebrochen werden, weil die Ungarin Gabriella Wirth aus gesundheitlichen Gründen nicht weiterspielen konnte.[5]
- Die jüngste Teilnehmerin war die 13-jährige Sabine Borre Larsen aus Dänemark.[6]
- Die Färöer-Inseln blieben dieser EM fern, weil sie stattdessen lieber ein Büro für den Tischtennisverband einrichten wollten.[6]
- Insgesamt wurden bei dieser EM 4246 Sätze ausgetragen. Das häufigste Ergebnis war 21:19 (400 mal), es folgen 21:18 (365 mal) und 22:20 (190 mal).[5]
- Nur drei Spieler konnten ein Spiel nach einem 0:2 Satz-Rückstand noch für sich entscheiden: Jörg Roßkopf, Jean-Philippe Gatien und Wang Yansheng.[5]
- Der höchste Sieg gelang dem Franzosen Rozenn Yquel mit 21:3, 21:3 gegen Hrafnhildur Sigurdardottir aus Island.[5]
- Es waren 89 Schiedsrichter aus 21 Nationen im Einsatz. Oberschiedsrichter war Erwin Preiß.[7]
- Alle 42 durchgeführten Dopingproben waren negativ.[3]

## ETTU-Kongress
Parallel zu den Wettkämpfen trat der ETTU-Kongress zusammen. Die Delegierten aus 37 Ländern wählten Hans Wilhelm Gäb aus Deutschland zum neuen Präsidenten gewählt. Sein Vorgänger Mihovil Kapetanic (Jugoslawien) trat nicht mehr an. Da das Amt des Vizepräsidenten laut ETTU-Satzung nicht von einem Landsmann des Präsidenten bekleidet werden darf, musste Ella Zeller-Constantinescu dieses Amt abgeben. Zudem wurde die Struktur der Führungsspitze geändert: Es sollte nun drei Vizepräsidenten und einen hauptamtlichen Generalsekretär geben.

## Ergebnisse
| Wettbewerb        | Rang  | Sieger                                                                                             |
| ----------------- | ----- | -------------------------------------------------------------------------------------------------- |
| Mannschaft Herren | 1.    | Schweden (Jan-Ove Waldner, Jörgen Persson, Mikael Appelgren, Erik Lindh, Peter Karlsson)           |
| Mannschaft Herren | 2.    | England (Carl Prean, Alan Cooke, Chen Xinhua, Matthew Syed)                                        |
| Mannschaft Herren | 3.    | Deutschland (Jörg Roßkopf, Steffen Fetzner, Peter Franz)                                           |
| Mannschaft Herren | 4.    | Frankreich (Didier Mommessin, Damien Éloi, Nicolas Chatelain, Jean-Philippe Gatien, Patrick Chila) |
| Mannschaft Herren | 6.    | Österreich (Ding Yi, Dietmar Palmi, Qianli Qian)                                                   |
| Mannschaft Herren | 23.   | Schweiz (Stefan Renold, Thierry Miller, Jens Sidler, Kurt Mühlethaler)                             |
| Mannschaft Damen  | 1.    | Rumänien (Otilia Bădescu, Emilia Ciosu, Maria Bogoslov)                                            |
| Mannschaft Damen  | 2.    | Niederlande (Mirjam Hooman, Bettine Vriesekoop, Gerdie Keen)                                       |
| Mannschaft Damen  | 3.    | EUN (Jelena Timina, Galina Melnik, Irina Palina, Valentina Popová)                                 |
| Mannschaft Damen  | 4.    | Jugoslawien (Jasna Fazlić, Gordana Perkučin)                                                       |
| Mannschaft Damen  | 7.    | Deutschland (Olga Nemes, Nicole Struse, Elke Schall)                                               |
| Mannschaft Damen  | 16.   | Österreich (Petra Fichtinger, Vera Bazzi, Karin Albustin, Martina Rabl)                            |
| Mannschaft Damen  | 22.   | Schweiz (Ilona Knecht, Sibylle Schneider)                                                          |
| Herren Einzel     | 1.    | Jörg Roßkopf (GER)                                                                                 |
| Herren Einzel     | 2.    | Jean-Michel Saive (BEL)                                                                            |
| Herren Einzel     | 3.–4. | Andrzej Grubba (POL)                                                                               |
| Herren Einzel     | 3.–4. | Zoran Primorac (CRO)                                                                               |
| Damen Einzel      | 1.    | Bettine Vriesekoop (NLD)                                                                           |
| Damen Einzel      | 2.    | Lisa Lomas (ENG)                                                                                   |
| Damen Einzel      | 3.–4. | Marie Hrachová (TCH)                                                                               |
| Damen Einzel      | 3.–4. | Mirjam Hooman (NLD)                                                                                |
| Herren Doppel     | 1.    | Jörgen Persson/Erik Lindh (SWE)                                                                    |
| Herren Doppel     | 2.    | Jan-Ove Waldner/Mikael Appelgren (SWE)                                                             |
| Herren Doppel     | 3.–4. | Peter Karlsson/Thomas von Scheele (SWE)                                                            |
| Herren Doppel     | 3.–4. | Ilija Lupulesku/Slobodan Grujić (YUG)                                                              |
| Damen Doppel      | 1.    | Jasna Fazlić/Gordana Perkučin (YUG)                                                                |
| Damen Doppel      | 2.    | Csilla Bátorfi/Gabriella Wirth (HUN)                                                               |
| Damen Doppel      | 3.–4. | Mirjam Hooman/Bettine Vriesekoop (NED)                                                             |
| Damen Doppel      | 3.–4. | Irina Palina/Jelena Timina (EUN)                                                                   |
| Mixed             | 1.    | Călin Creangă/Otilia Bădescu (GRE/ROM)                                                             |
| Mixed             | 2.    | Jean-Philippe Gatien/Wang Xiaoming (FRA)                                                           |
| Mixed             | 3.–4. | Zoran Primorac/Csilla Bátorfi (CRO/HUN)                                                            |
| Mixed             | 3.–4. | Thomas von Scheele/Marie Svensson (SWE)                                                            |